# Dinera squalida
Dinera squalida är en tvåvingeart som först beskrevs av Robineau-desvoidy 1863.  Dinera squalida ingår i släktet Dinera och familjen parasitflugor.
Artens utbredningsområde är Frankrike. Inga underarter finns listade i Catalogue of Life.